# Golija

Les monts Golija, en serbe cyrillique Голија, sont une région montagneuse de Serbie située entre les villes de d'Ivanjica et de Novi Pazar. Ils appartiennent aux Alpes dinariques. La densité des forêts et la végétation qui les couvre a permis la préservation d'une importante biodiversité. En 2001, les monts Golija ont ainsi été déclarés réserve de biosphère sur une superficie totale de 538,04 km2, dans le cadre du programme sur l'homme et la biosphère de l'UNESCO. Les monts Golija abritent aussi plusieurs monuments historiques et notamment des monastères de toute première importance. 

## Géographie

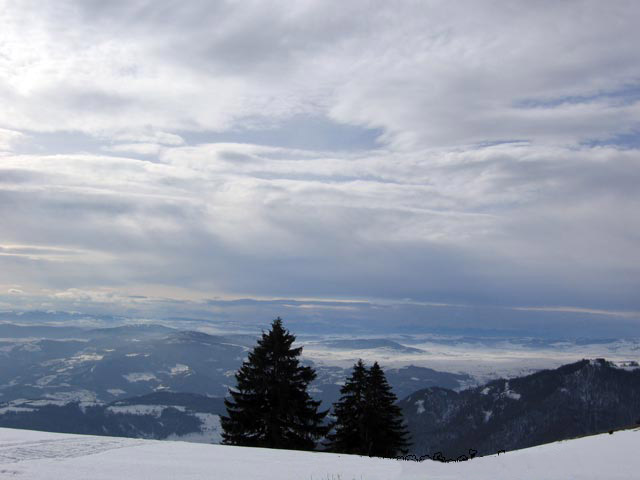
Les monts Golija

Les monts Golija s'étendent entre Novi Pazar et Raška (au sud) et Ivanjica (au nord). Ils couvrent une superficie d'environ 53 804 ha. Ils forment un ensemble composite, avec des rivières et des vallées séparant de nombreuses hauteurs. 
Le point culminant de cet ensemble est le Jankov kamen (1 833 m), suivi par le mont Radulovac (1 785 m), le mont Bojevo Brdo (1 748 m) et le mont Crni Vrh (1 725 m). Tous ces sommets offrent un vaste panorama sur les forêts de Golija et les monts voisins, comme les monts Kopaonik, Komovi et Prokletije. 
Les rivières Moravica et Studenica y prennent leur source. La Studenica, constituée de plusieurs ruisseaux, a creusé de petites gorges dans la montagne. Son affluent droit, l'Izubra, y forme trois chutes d'eau d'une hauteur d'environ 20 m, ainsi que plusieurs cascades. 
La région des monts Golija compte environ 6 600 habitants, répartis dans 42 villages distants les uns des autres, répartition caractéristique des zones de montagne. On y vit essentiellement de l'élevage et de l'agriculture extensive ; la forêt apporte un complément, sous la forme de champignons et d'herbes médicinales.
À l'intérieur de la réserve, se trouve le monastère de Studenica, inscrit depuis 1986 sur la liste du patrimoine mondial de l'UNESCO. Non loin de là se trouvent le monastère de Sopoćani et l'ensemble de Stari Ras, eux aussi inscrits au patrimoine mondial de l'humanité.

## Climat
Les monts Golija possèdent trois zones climatiques distinctes. La première, au-dessous de 700 m d'altitude, possède un climat continental modéré. La deuxième, entre 700 et 1 300 m connaît des hivers courts mais rudes, caractérisés par d'abondantes chutes de neige ; les étés sont courts, avec des jours chauds et des nuits fraîches. Les zones situées au-dessus de 1 300 m connaissent des hivers très froids et des étés très courts.
Tout au long de l'année, le vent du nord souffle dans la vallée de la Golijska Moravica, rendant les étés plus frais et créant parfois des congères en hiver. En revanche, certaines années, une brise venant du sud souffle au début du printemps, favorisant ainsi la fonte des neiges. 

## La flore et la faune (biodiversité)

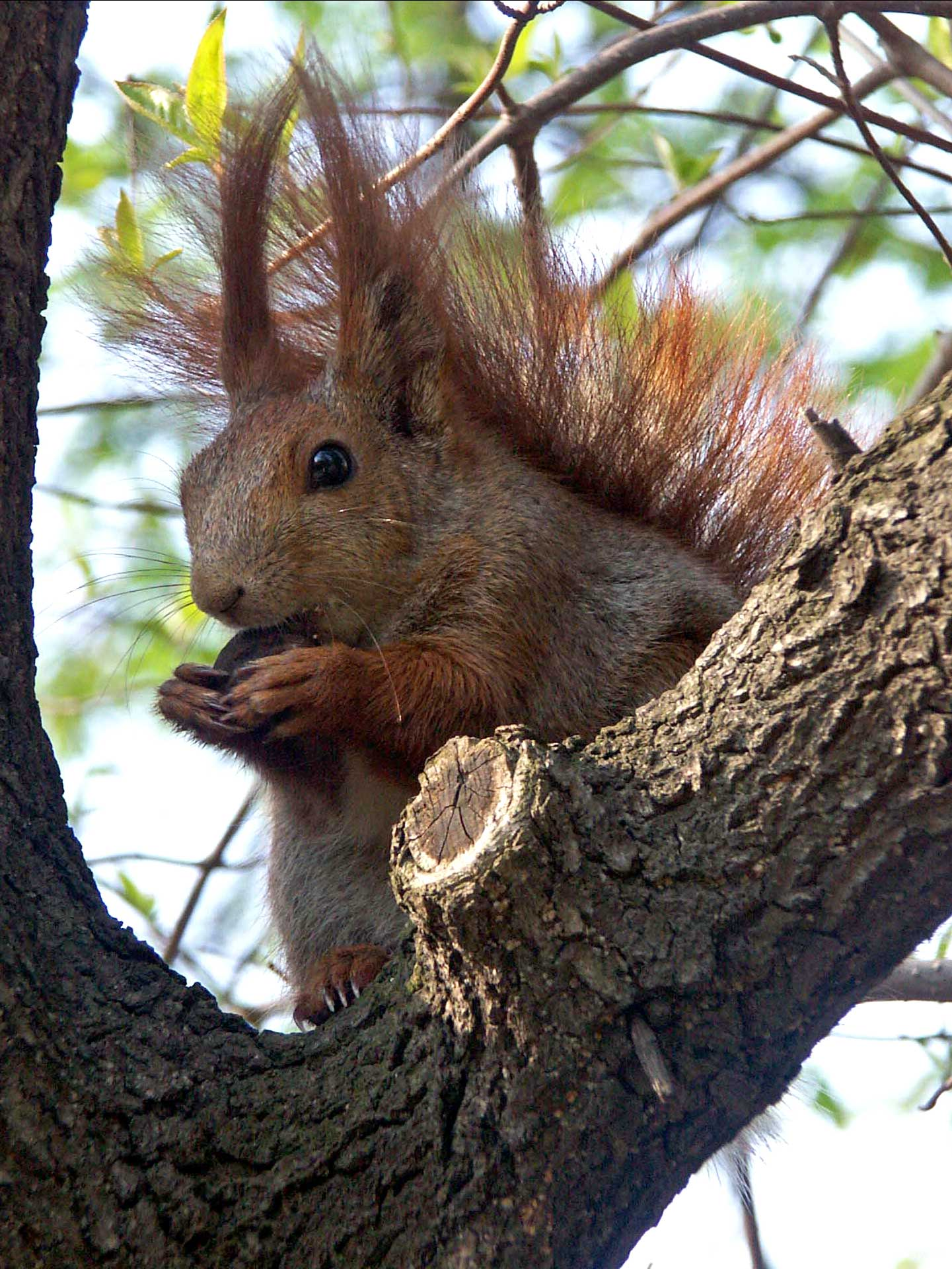
L'écureuil rouge

Les végétaux que l'on peut trouver sur les monts Golija représentent 25 % de la flore de Serbie. Un total de 1 091 espèces ont été répertoriées aussi pour la flore aussi bien que pour la faune. 
S'agissant de la flore, on a pu compter 117 sortes d'algues, 40 espèces de mousses, 7 espèces de lichens et 75 espèces de champignons. Le symbole des monts Golija est l'érable (Acer heldreichii), qui entre dans la composition de forêts de feuillus et de forêts mixtes (comportant des conifères).  
S'agissant de la faune, on a répertorié 95 espèces d'oiseaux déjà connues, ce qui fait de la réserve de biosphère des monts Golija une des réserves ornithologiques les plus importantes d'Europe pour les régions de montagne. 22 espèces de mammifères ont été répertoriées, dont certaines espaces rares et protégées de loups, d'ours bruns, de belettes, de myoxidae, d'écureuils rouges et de musaraignes.

## Tourisme
Deux hôtels ont été construits sur les monts Golija, mais il existe des possibilités de logement à proximité de la réserve, notamment près d'Ivanjica et de Novi Pazar. 
La montagne est également devenue un lieu de destination possible pour les amateurs de ski, de cyclisme et de randonnée pédestre. De même, pour les amateurs, il est possible de chasser le chevreuil, le sanglier et le lapin.